# Michael Mann
Michael Kenneth Mann (Chicago, 5. veljače 1943.), američki filmski redatelj, scenarist i producent. 
Četiri je puta nominiran za Oscara za scenarij, režiju i producentski rad.

## Životopis
Njegov otac, Jack, bio je ukrajinski emigrant i veteran 2. svjetskog rata koji je postao trgovac povrćem, a njegova majka, Esther, djevojka iz Chicaga. Mann je odrastao u surovoj četvrti Humboldt Park, a kao tinejdžer se zanimao za blues scenu Chicaga.
Studirao je engleski na sveučilištu Wisconsin-Madison te se počeo zanimati za geologiju, povijest i arhitekturu. U to vrijeme je vidio film Stanleyja Kubricka Dr. Strangelove i zaljubio se u filmove.
Mann se krajem šezdesetih preselio u London, najviše zbog novačenja za Vijetnamski rat (za koji je bio nesposoban jer je patio od  astme). Diplomirao je na londonskoj međunarodnoj školi filma. Proveo je sedam godina u  Velikoj Britaniji studirajući, a kasnije radeći na snimanju reklama zajedno s kolegama Alanom Parkerom, Ridleyjem Scottom i  Adrianom Lyneom. 1968. je na NBC-u prikazan njegov dokumentarac o revoltiranom pariškom studentu, Insurrection.
Mann se vratio u SAD 1971., nakon razvoda od prve žene. Prvo je otišao snimati putopisni dokumentarac za ABC, 17 Days Down the Line. Tri godine poslije, veteran Robert Lewin dao je Mannu da napiše scenarij za prve četiri epizode serije Starsky i Hutch. Negdje u to vrijeme, Mann je radio na seriji zvanoj Police Story s bivšim policajcem i romanopiscem Josephom Wambaughom. Serija se koncentrirala na stvarni policijski život, što je dalo priliku Mannu da doda autentičnost u svoj rad.
Prvi dugometražni film snimio je za televiziju, a zvao se The Jericho Mile, koji se prikazivao i u kinima u Europi. Na televiziji je radio i na serijama Poroci Miamija i Crime Story. Suprotno vjerovanjima, on nije stvorio ove serije, ali je bio izvršni producent. Međutim, osjetio se njegov utjecaj kroz svaku epizodu, što se posebno odnosi na izbor glumaca i stil.
Mann je primarno poznat kao redatelj dugometražnih filmova, a smatra se jednim od najboljih američkih filmaša. Ima osobit stil po kojem je postao prepoznatljiv: njegovi zaštitni znakovi su eterične glazbene teme, kao što je ona tema Jana Hammera iz Poroka Miamija ili New Age tema za Lovca na ljude. Dante Spinotti obično je snimatelj na njegovim filmovima. Mann ima običaj prikazivati urbane krajolike, a vizualni stil često se temelji na nijansama svijetloplave i tamnoplave, te sterilno bijele.
Mannov prvi dugometražni kino-film bio je Lopov, s Jamesom Caanom u glavnoj ulozi - nezapažen film koji je postavio temelje za Mannov kasniji rad, a Caan je rekao kako mu je to najbolja uloga poslije one u Kumu.
1983. je snimio The Keep, nadnaravni triler radnjom smješten u  Rumunjsku koju su okupirali  nacisti. Bio je to komercijalni promašaj, a svi koji su pogledali film ostali su zbunjeni.
Mann je prvi prenio na platno lik Hannibala Lectera iz romana Thomasa Harrisa Crveni zmaj, u filmu Lovac na ljude, koji se dosta razlikovao od kasnijih filmova o Hannibalu. U glavnoj ulozi pojavio se Brian Cox, kao mnogo realističniji Hannibal.
Njegovi najveći uspjesi došli su krajem devedesetih, s filmovima Vrućina iz 1995., i Probuđena savjest 1999. Filmovi, u kojima je nastupio Al Pacino, zajedno s Robertom De Nirom u Vrućini, i  Russellom Croweom u Probuđenoj savjesti, bili su ogledni primjerci Mannovog vizualnog stila i i upućenosti u priču. Probuđena savjest nominirana je za nekoliko Oscara, uključujući Mannovu režiju.
U sljedećem filmu, Ali iz 2001., počeo je eksperimentirati s digitalnim kamerama. Na filmu Collateral, sve je eksterijerne scene snimao digitalno, što mu je omogućilo da uhvati više detalja s obzirom na noćno snimanje. Film je katapultirao Jamieja Foxxa, koji je bio nominiran za Oscara.
2004., Mann je bio nominiran kao producent za najbolji film, Avijatičar, film koji je razradio s Leonardom DiCapriom. Kad je odlučio snimiti Collateral, ostavio je režiju Martinu Scorseseu.
Poslije Collaterala, Mann je snimio film Poroci Miamija, filmsku adaptaciju poznate istoimene televizijske serije. U glavnim ulogama nastupili su Colin Farrell u ulozi Dona Johnsona i Jamie Foxx kao Philip Michael Thomas.

## Tematske preokupacije
1. Profesionalnost: Mannovi filmovi često govore o stalnoj borbi ljudi sa željom za profesionalizmom. Protagonisti njegovih filmova su najbolji u onome što rade: od uspješnog provalnika u Lopovu do producenta emisije 60 Minutes, Lowella Bergmana u Probuđenoj savjesti. Ovi ljudi su usamljenici koji imaju malo vremena za svoje obitelji i osobne veze.
2. Obitelj vs. profesija: Obitelj i materijalne stvari samo se nalaze na putu ili su uzrok propasti Mannovih protagonista. Svaki je opsjednut postizanjem nekog cilja, koji je često samo san. Međutim, u Lovcu na ljude, Will Graham uspješno obavlja posao i vraća se obitelji.
3. Snovi: U Mannovim filmovima uvijek postoji ključna scena između dvoje ljudi koji govore jedan drugom o svojim snovima i životnim filozofijama. Tijekom radnje, Mannovi protagonisti prisiljeni su donijeti odluku koja će im promijeniti život, koja će im odrediti sudbinu i neizbježno uništiti snove. Često žrtvuju snove kad postaju svjesni svoje usamljenosti. U Vrućini, kad Hanna shvaća kako ne može biti s Justine jer je opsjednut svojim poslom, daje se u potjeru za Neilom.
4. Boja: Postoji nekoliko boja koje koristi u svojim filmovima koje simboliziraju neko značenje. Plavo obično predstavlja ljubav i sigurnost. U Lovcu na ljude, Will Graham vodi ljubav sa ženom u plavo-osvijetljenoj sobi. U Porocima Miamija, glavni junaci povlače se ispod mosta autoceste pod plavim neonskim svjetlom. Ništa im se neće dogoditi u takvim prostorima. Plavo isto tako označava izolaciju i usamljenost, kao u Vrućini, kad Neil stiže kući koja je okupana plavim svjetlom. Zelena je povezana s opasnošću i smrti. U Probuđenoj savjesti, kad Wigand igra golf noću, progoni ga misteriozni čovjek, a scena je jezovito zelena. U Lovcu na ljude, Will Graham pokušava uhvatiti serijskog ubojicu služeći se samim sobom kao mamcem u zeleno obojenom sjedištu FBI-ja, s noćnim dalekozorom sa zelenim objektivom. Crvena je isto tako povezana s opasnošću i smrti, ali ne u tolikoj mjeri. U zadnjoj pljački banke u Vrućini, dva policajca skrivaju se iza crvenog kamiona (služeći se plavim autobusom kao zaklonom). Hanna u svojoj hotelskoj sobi pronalazi pokćerku u kadi punoj njezine crvene krvi. Siva i bijela predstavljaju autoritet i konformizam. U Lovcu na ljude, Lecterova ćelija je u potpunosti bijela, što još više zastrašuje Willa Grahama, a u Vrućini u uredu Rogera Van Zandta (William Fichtner), boje su podijeljene crno-bijelo, predstavljajući njegov konformizam i korupciju.
5. Arhitektura: Mannovi filmovi posebnu pozornost pridaju arhitekturi i osjećaju za mjesto. Prostor se koristi kako bi reflektirao raspoloženje junaka. Njegovi filmovi puni su praznih kuća, samačkih hotelskih soba, nepreglednih oceana, i tamnih gradskih ulica. Mannovi urbani filmovi napučeni su hi-tech građevinama koje su jednostavne i impersonalne, kao zatvor u Lovcu na ljude ili Hannina kuća u Vrućini. Često su prostori ograđeni velikim otvorima s pogledom na more. U Porocima Miamija, Sonny i Isabella krstare na  Kubu na gliseru s čistim horizontom i mirnom vodom. Voda za Mannove protagoniste predstavlja mjesto opuštanja (Lovac na ljude), potrage za identitetom (Posljednji Mohikanac) i mjesto za bijeg (Probuđena savjest).
6. Oružje: Većina protagonista iz Mannovih kriminalističkih filmova nose ACP pištolje kalibra .45. Primjeri su James Caan (Lopov), Al Pacino i Robert De Niro (Vrućina) i Tom Cruise (Collateral). Sami Michael Mann je instruktor za oružje te posvećuje dosta pozornosti snimanju zvukova oružja u svojim filmovima. Kao rezultat, njegovi filmski junaci profesionalno koriste oružje, a zvuk pucanja je obično glasan i realističan.
7. Sociopatija: Većina Mannovih glavnih junaka su sociopati ili posjeduju neke sociopatske crte. Posebno se ističu u filmovima Lopov (James Caan), Lovac na ljude (Tom Noonan), Vrućina (Robert De Niro, Val Kilmer, Tom Sizemore), te nedavno u Collateralu (Tom Cruise), gdje se sociopatske crte miješaju s profesionalnim kriminalom. Drugi likovi, kao što su Vincent Hanna (Al Pacino) i Waingro (Kevin Gage), su malo narcisoidni i izvještačeni (ili kako Mann kaže "egocentrični") ili, kao u Waingrovu slučaju, psihopati.

## Filmografija
| Godina | Naslov               |
| ------ | -------------------- |
| 1981.  | Lopov                |
| 1983.  | The Keep             |
| 1986.  | Lovac na ljude       |
| 1989.  | L.A. Takedown (TV)   |
| 1992.  | Posljednji Mohikanac |
| 1995.  | Vrućina              |
| 1999.  | Probuđena savjest    |
| 2001.  | Ali                  |
| 2004.  | Collateral           |
| 2006.  | Poroci Miamija       |
| 2007.  | Kraljevina           |
| 2008.  | Hancock              |
| 2009.  | Gangsteri            |

## Vanjske poveznice
- Michael Mann u internetskoj bazi filmova IMDb-u (engl.)
- Senses of Cinema: Great Directors Critical Database
- Detaljne informacije o Mannovom trileru Lovac na ljude
- Salon profile
- Detaljni Mannov profil (na francuskom)  Arhivirana inačica izvorne stranice od 7. listopada 2008. (Wayback Machine)
- Detalji i fotografije iz Mannova TV filma "The Jericho Mile" (1979)  Arhivirana inačica izvorne stranice od 28. rujna 2007. (Wayback Machine)
- Sight & Sound - 10 najboljih filmova svih vremena prema Mannovu izboru
- Intervju s Mannom u L.A. Weeklyju  Arhivirana inačica izvorne stranice od 12. kolovoza 2006. (Wayback Machine)